# Różan (stacja kolejowa)
Różan – dawna wąskotorowa towarowa stacja kolejowa w mieście Różan w województwie mazowieckim, w Polsce.